# Denis Wucherer
Denis Wucherer, né le 7 mai 1973, à Mayence, en Allemagne de l'Ouest, est un joueur et entraîneur allemand de basket-ball. Il évolue durant sa carrière aux postes d'arrière et d'ailier.

## Palmarès
- Finaliste du championnat d'Europe 2005
- Coupe d'Allemagne 1993, 1995
- Supercoupe d'Italie 1999